# Porcellio batesoni
Porcellio batesoni là một loài chân đều trong họ Porcellionidae. Loài này được Collinge miêu tả khoa học năm 1915.